# Фернандес, Анибаль
Анибаль Доминго Фернандес (исп. Aníbal Domingo Fernández; род. 9 января 1957, Кильмес, провинция Буэнос-Айрес) — аргентинский политик, министр внутренних дел в администрации президента Нестора Киршнера, министр юстиции при президенте Кристине Фернандес де Киршнер и глава правительства с 2009 до 2011 года и в 2015 году. С 2021 по 2023 год занимал пост министра безопасности Аргентины в кабинете президента Альберто Фернандеса.

## Биография
Родился в Кильмесе, провинция Буэнос-Айрес, получил образование в области бухгалтерского учёта и права. Поступил на государственную службу и работал в муниципальных организациях округов Кильмес и Флоренсио-Варела с 1983 года. В 1985—1991 годах имел место в перонистский фракции в сенате провинции Буэнос-Айреса.
В 1991 году Фернандес был избран мэром Кильмеса. В 1995 году он стал провинциальным сенатором и возглавил комитет здравоохранения. Выиграл награду лучшего сенатора в 1996 году. В июне 1997 года был назначен на должность помощника министра внутренних дел и юстиции провинции. В декабре 1999 года губернатор Карлос Рукоф назначил его на пост секретаря по вопросам труда и помог ему стать первым министром труда в провинции в 2001 году.
В январе 2002 года президент Эдуардо Дуальде назначил Фернандеса на пост генерального секретаря президиума Национального кабинета, а в октябре того же года — на пост министра промышленности. В 2003 году президент Нестор Киршнер назначил его на должность министра внутренних дел. Жена и преемница Нестора Киршнера на посту президента Кристина Фернандес де Киршнер назначила Фернандеса на пост главы правительства. Эту должность он занимал до конца 2011 года.
Фернандес женат, имеет сына. С 2011 по 2016 год был президентом футбольного клуба «Кильмес».
Вскоре он возглавил президентскую администрацию. 26 февраля 2015 года президент Аргентины Кристина Фернандес де Киршнер назначила Фернандеса на пост главы правительства, сменив Хорхе Капитанича. Занимал этот пост до конца президентства Киршнер.
В 2021 году был назначен министром безопасности вместо Сабины Фредерик в рамках перестановок в кабинете министров после плохих результатов правительства на первичных выборах в законодательные органы в 2021 году.